# هالة الحامي
هالة الحامي (بالفرنسية: Hela Hammi)‏ ولدت في 25 نوفمبر 1964 في تونس العاصمة. هي سياسية تونسية. هي قيادية في حركة النهضة ذات التوجه الإسلامي.

بعد الثورة التونسية، انتخبت في انتخابات 23 أكتوبر 2011 في المجلس الوطني التأسيسي، وبعد ذلك كنائبة في مجلس نواب الشعب بعد انتخابات 26 أكتوبر 2014 وفي الحالتين عن النهضة وعن دائرة بن عروس الانتخابية.

## السيرة الذاتية
تحصلت هالة الحامي على شهادة الباكالوريا في اختصاص الآداب سنة 1984. تحصلت بعد ذلك على الإجازة في القانون الخاص سنة 1992. بعد ذلك بسنة، منذ 1993، بدأت تشتغل كإطار بنكي لدى البنك الوطني الفلاحي، وتعمل فيه كمديرة مساعدة.

سياسيا، هالة الحامي تنتمي لحزب حركة النهضة وانخرطت فيها منذ 1983، وهي قيادية بارزة. كانت منخرطة أيضا في جمعية قانون الأعمال، إلى جانب تشكيلها مجموعة للمساهمة في مختلف الإعانات الاجتماعية منذ 2008.

انتخبت في انتخابات 23 أكتوبر 2011 في المجلس الوطني التأسيسي عن النهضة وعن دائرة بن عروس الانتخابية. في المجلس التأسيسي كانت عضوة في مكتب المجلس، وكانت مساعدة الرئيس المكلفة بالتصرف العام والرقابة على تنفيذ الميزانية، وأعضاء مكتب المجلس لا يحق لهم الانتماء لللجان.

انتخبت بعد ذلك كنائبة في مجلس نواب الشعب بعد انتخابات 26 أكتوبر 2014 عن النهضة وعن دائرة بن عروس الانتخابية. في هذا المجلس هي عضوة في لجنة الإصلاح الإداري والحوكمة الرشيدة ومكافحة الفساد ومراقبة التصرف في المال العام، وعضوة أيضا في لجنة النظام الداخلي والحصانة والقوانين البرلمانية والقوانين الانتخابية، إلى جانب عضويتها في اللجنة الخاصة للنظام الدّاخلي.

## مقالات ذات صلة
- حركة النهضة (تونس).

## روابط خارجية
- السيرة الذاتية للطيفة الحباشي على موقع مرصد المجلس الوطني التأسيسي التابع لمنظمة البوصلة.
- السيرة الذاتية للطيفة الحباشي على موقع مرصد مجلس نواب الشعب التابع لمنظمة البوصلة.